# Лукьянов, Валентин Михайлович
Валентин Михайлович Лукьянов (родился 18 августа 1946 года в Могилёве-Подольском) — генерал-майор ВС СССР и ВС РФ, начальник Челябинского высшего танкового командного училища в 1994—2004 годах; командир 8-й Панфиловской гвардейской мотострелковой дивизии. Организатор в системе высшего военного образования, кандидат педагогических наук (1999).

## Биография
Окончил Харьковское гвардейское высшее танковое командное училище в 1968 году. Начал службу в Прикарпатском военном округе, служил командиром разведывательного взвода отдельного батальона истребителей танков в 1968—1970 годах, в 1970—1972 годах командовал танковой ротой в отдельном гвардейском разведывательном батальоне. Начальник разведки танкового полка в 1972—1975 годах, командир танкового батальона в 1975—1976 годах, начальник штаба танкового полка в 1976—1977 годах.
В 1980 году окончил Военную академию бронетанковых войск. В 1980—1984 годах — командир гвардейского танкового полка и заместитель командира танковой дивизии в ГСВГ. Служил с 1984 года в Среднеазиатском военном округе: заместитель командира и командир 8-й Панфиловской гвардейской мотострелковой дивизии в 1985—1991 годах. В 1991—1994 годах — заместитель командующего войсками Уральского военного округа по вузам, военной подготовке студентов, учащихся спецшкол и офицеров запаса. В 1993 году окончил Высшие курсы Военной академии Генерального штаба.
В 1994—2005 годах — начальник Челябинского высшего танкового командного училища и начальник Челябинского гарнизона с 1996 года. Разрабатывал методики преподавания дисциплин тактического цикла и методические рекомендации по особенностям использования различного вооружения танковых и мотострелковых войск в нестандартных и экстремальных ситуациях.
Автор 13 научных и учебно-методических работ, в том числе:
- «Проблемное обучение – методическая основа процесса формирования профессионализма и творческого мышления курсантов»[3]
- «Влияние игровых методов проведения занятий по тактике на развитие познавательной деятельности курсантов» (1996)[1]
- «Методические рекомендации по организации боя командиром танковой роты» (1998)[1]
- «Индивидуальный подход в воспитании воинов» (1998)[1]
- «Особенности организации боя в городе, населенном пункте» (1998)[1]
- «Боевые действия в городе»[3] (1999)[1]

Прослужил 40 лет в армии, половину из них — в звании генерал-майора.
Женат, имеет сына и дочь. Сын — подполковник военной контрразведки. Своим кумиром из исторических персонажей считает Шарля де Голля.
Отмечен следующими наградами:
- Орден Красной Звезды (1989)[1]
- Орден «За военные заслуги» (1996)[1]
- Орден Почёта[4]
- медали, в том числе:
  - Медаль «200 лет Министерству обороны»[4]
  - Медаль «Ветеран Вооружённых Сил СССР»[4]
  - Медаль «За безупречную службу» I, II и III степеней[4]